# Nicolas Milan
 (mars 2016).
Nicolas Milan, né le 7 mai 1980 à Cenon (Gironde), est un pilote automobile français, spécialisé dans les courses de voitures de tourisme de marques françaises, en formules de promotion. 

## Biographie
Il commence la compétition automobile en 1999 (championnat de France de Supertourisme sur Peugeot 306 GTi, avant cinq saisons en Rencontres Peugeot Sport de 2002 à 2006).
Depuis 2013, il fait un retour en compétition avec le constructeur Peugeot en Coupe RCZ, sa dernière saison avec celui-ci remontant alors à 2006, en Coupe 206 RCC.
Son équipe s'appelle Milan Compétition depuis 2007 et le début de ses courses sur Renault, dans diverses séries continentales Renault Clio Cup. 
Il engage jusqu'à cinq voitures différentes dans les manches de la RCZ Racing Cup.
Son écurie, le Nicolas Milan Compétition, engage une Peugeot RCZ Racing Cup aux 24 Heures de Barcelone 2014 pour Carlos Tavares et jean-Louis Dauger.
Il continue de participer aux éditions des Clio Cup et s'impose dans différentes catégories en 2018, 2020, 2021 et 2022.
Il vit à Agen.

## Palmarès

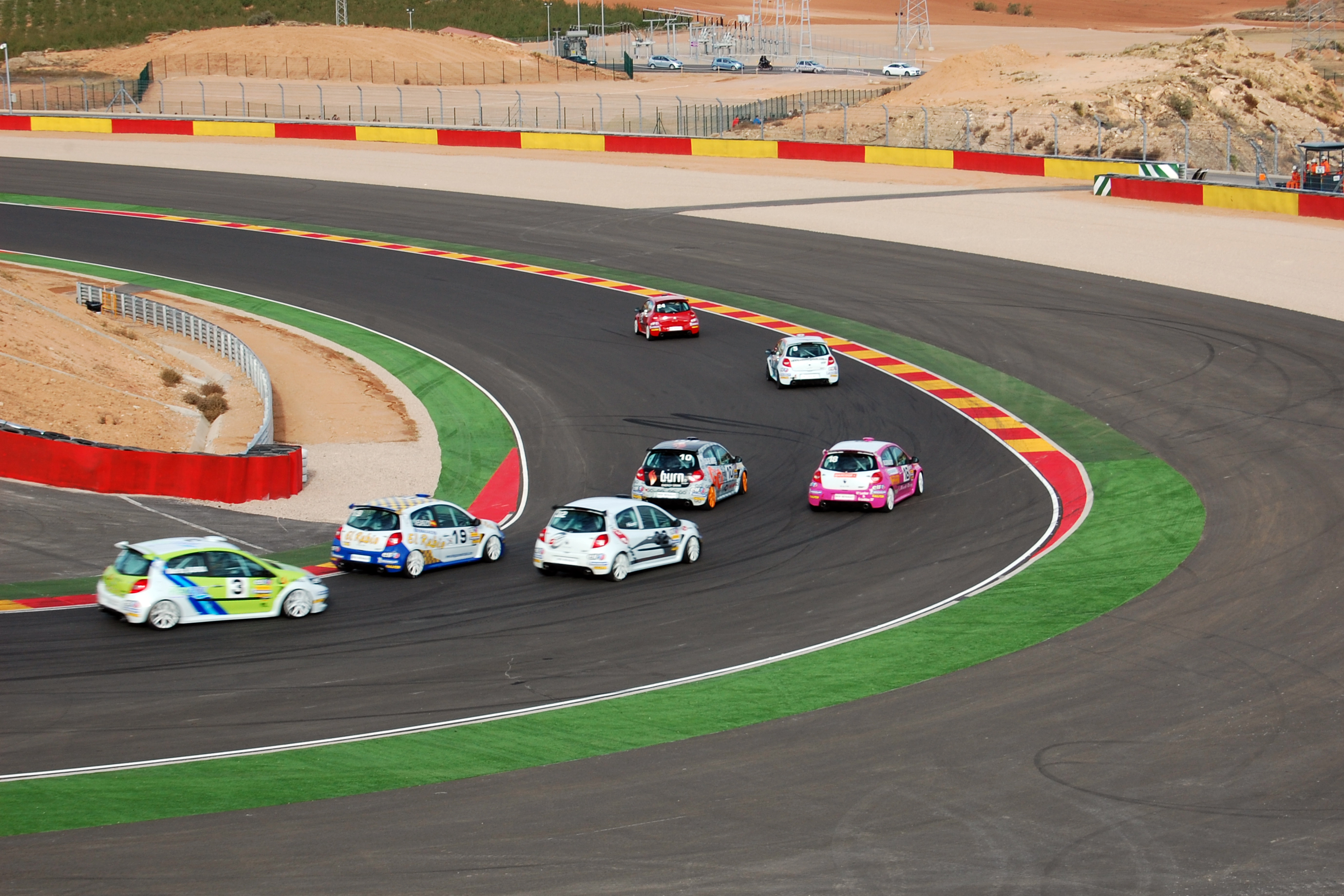
Une course de Copa Renault Clio España, ici au Motorland Aragon en 2009.

- Coupe Series Clio (Clio Cup Series): 2022;
- Coupe d'Europe Clio (Eurocup Clio): 2011 (sur Renault Clio RS 197) et 2021;
- Coupe de France Clio (Renault Clio Cup Elf ): 2009, 2010, 2011, 2014, 2018, 2020, 2021 et 2022;
- Coupe d'Espagne Clio (Copa Renault Clio España) : 2013, 2020 et 2021;
- Coupe de France Peugeot 206 RCC: 2006;
- 206 Sprint (Rencontres Peugeot Sport): 2006;
- Trophée Pirelli (Rencontres Peugeot Sport): 2005;
  - 2e de la coupe de France Clio: 2008;
  - 2e de la coupe d'Espagne Clio: 2011;
  - 3e de la coupe d'Europe Clio: 2013;
  - 3e de la coupe de France Peugeot 206 RCC: 2007.